# Jenna Jameson
Jenna Jameson (sinh ngày 9 tháng 4 năm 1974, tên khai sinh: Jenna Marie Massoli) là một doanh nhân người Mỹ, người mẫu webcam và cựu nữ diễn viên điện ảnh khiêu dâm. Cô được mệnh danh là nghệ sĩ giải trí dành cho người lớn nổi tiếng nhất thế giới và Nữ hoàng của tình dục.
Cô đã giành được hơn 35 giải thưởng dành cho người lớn và đã được giới thiệu trong Giải thưởng Các nhà phê bình được đánh giá hàng đầu (XRCO) và Tin tức Video dành cho người lớn (AVN).
Bộ phim đầu tiên, Briana Loves Jenna (với Briana Banks), đã được đặt tên trong Giải thưởng AVN năm 2003 là tiêu đề khiêu dâm bán chạy nhất và tốt nhất cho năm 2002. Đến năm 2005, ClubJenna có doanh thu 30 triệu đô la Mỹ với lợi nhuận ước tính bằng một nửa. Các quảng cáo cho trang web và phim ảnh của cô, thường mang hình ảnh của cô, đã vươn lên trên một bảng quảng cáo cao 48 feet tại quảng trường Times Square của thành phố New York.
Playboy TV đã tổ chức chương trình thực tế Ngôi sao tình dục Mỹ của Jenna, trong đó các ngôi sao khiêu dâm tham vọng đã tranh giành một hợp đồng với ClubJenna.
Jameson đã thông báo nghỉ hưu công việc khiêu dâm khi cô tại lễ trao giải AVN 2008, nói rằng cô sẽ không bao giờ trở lại ngành công nghiệp tình dục này.

## Đầu đời

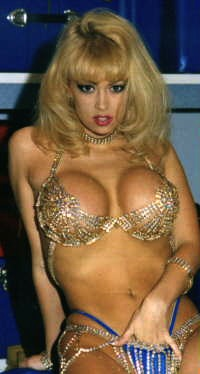
Ảnh chụp của Jenna Jameson trong sự nghiệp đầu đời

Jenna Marie Massoli sinh ra ở Las Vegas, Nevada. Cha cô, Laurence Henry Massoli, là một cảnh sát tại Phòng Cảnh Sát của Las Vegas và là giám đốc chương trình cho KSNV-DT. Mẹ của cô, Judith Brooke Hunt, là một cô gái người Las Vegas biểu diễn trong chương trình Folies Bergère tại Tropicana Resort & Casino. Mẹ cô qua đời vì khối u ung thư ác tính vào ngày 20 tháng 2 năm 1976, hai tháng trước ngày sinh nhật thứ hai của con gái . Các phương pháp điều trị ung thư đã làm phá sản gia đình và họ di chuyển tới Nevada, Arizona và Montana, thường sống trong một căn nhà với ông bà nội của cô. Cô và anh trai Tony lớn lên là người Công giáo,
Jameson là một người tham gia thường xuyên trong các cuộc thi sắc đẹp khi còn nhỏ và tham gia các lớp ballet trong suốt thời thơ ấu của mình.
Jameson đã viết trong cuốn tự truyện của mình rằng vào tháng 10 năm 1990, khi cô 16 tuổi và trong khi gia đình đang sống trên một trang trại chăn nuôi gia súc ở Fromberg, Montana, cô đã bị ném đá và bị băng đảng gốm bốn đứa con trai hiếp dâm sau một trận đấu bóng đá ở trường Fromberg High School. Vụ việc bắt đầu sau khi cô cố gắng bỏ nhà ra đi và rằng cô đã bước vào xe của bốn chàng trai trong khi tin rằng cô sẽ được đưa về nhà cô. Cô đã báo cáo là bị hãm hiếp lần thứ hai trong khi vẫn còn 16 tuổi bởi "Nhà truyền giáo", ông chú của bạn trai của cô. Nhà truyền giáo đã phủ nhận việc hãm hiếp xảy ra. Thay vì nói với cha cô, cô rời khỏi nhà và chuyển đến ở với Jack trong mối quan hệ nghiêm túc đầu tiên của cô.

## Sự nghiệp

### Đầu đời
Cô cố gắng theo đuổi sự nghiệp của một người mẫu ở Las Vegas, nhưng hầu hết các chương trình đều chối bỏ cô vì không có chiều cao trung bình là 173 cm.
Giai đoạn đầu tiên của cô trong vai trò vũ công là "Jennasis", mà sau này cô sử dụng làm tên của một công ty mà cô đã đồng sáng lập ("Jennasis Killing Co.").
Bên cạnh nhảy múa, bắt đầu từ năm 1991, cô đã chụp ảnh khỏa thân cho nhiếp ảnh gia Suze Randall ở Los Angeles với ý định đi vào Penthouse. Sau khi những bức ảnh của cô xuất hiện trên nhiều tạp chí nam giới dưới nhiều cái tên khác nhau, cô đã ngừng làm việc cho Randall, cảm thấy Randall là "một con cá mập".

### Đóng phim khiêu dâm

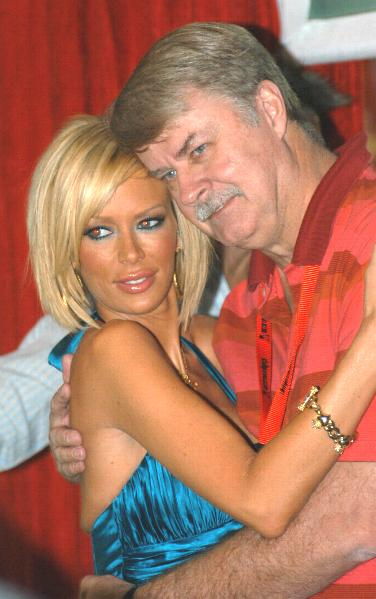
Jenna Jameson năm 2007 tại AEE Thứ sáu 22

Jameson nói rằng cô bắt đầu diễn xuất trong phim tình dục để trả đũa vì sự không chung thủy của bạn trai, Jack. Lần đầu tiên cô xuất hiện trong một bộ phim khiêu dâm vào năm 1993, một bộ phim điện ảnh hài hước không chính thức của Andrew Blake, cùng với bạn gái Nikki Tyler. Những cảnh phim khiêu dâm đầu tiên của cô được quay bởi Randy West và xuất hiện trong Up and Cummers 10 and Up and Cummers 11 năm 1994.
Jameson đã cấy ghép ngực lần đầu tiên của mình vào ngày 28 tháng 7 năm 1994 để tăng cường sự nghiệp khỏa thân và phim ảnh của cô. Đến năm 2004, cô đã có hai bộ cấy ngực khác nhau và chỉnh sửa cằm.
Cảnh quan hệ tình dục dị tính đầu tiên của cô là trong Up and Cummers 11 (1994). Vào đầu sự nghiệp của mình, cô đã hứa với chính mình rằng cô sẽ không bao giờ thực hiện quan hệ tình dục qua đường hậu môn hoặc những cảnh thâm nhập đôi vào phim. Thay vào đó, "di chuyển chữ ký" của cô là tình dục bằng miệng và bôi trơn bằng nước bọt. Cô cũng chưa bao giờ thực hiện bất kỳ cảnh quan hệ tình dục nào với đàn ông (mặc dù sự nổi tiếng của loại này trong những năm 2000).
Năm 1994, sau khi trải qua việc cai nghiện ma túy bằng cách dành vài tuần với cha và bà của mình, Jameson đã chuyển đến Los Angeles để sống với Nikki Tyler. Bộ phim đầu tay của cô là Silk Stockings. Cuối năm 1995, Wicked Pictures, một công ty sản xuất phim khiêu dâm nhỏ, đã ký hợp đồng độc quyền.
Đến năm 2001, Jameson kiếm được 60.000 đô la cho một ngày rưỡi để quay một đĩa đơn, và 8.000 đô la mỗi đêm khiêu vũ tại các câu lạc bộ khỏa thân. Cô đã cố gắng hạn chế mình đến năm bộ phim mỗi năm và hai tuần mỗi khiêu vũ.
Từ năm 2005 đến năm 2006, cô đã dẫn chương trình American Sex Star của Jenna, nơi các ngôi sao khiêu dâm tương lai cạnh tranh trong các buổi biểu diễn tình dục cho một hợp đồng với công ty của cô, ClubJenna. Người chiến thắng trong hợp đồng trong hai năm đầu là Brea Bennett và Roxy Jezel.
Tháng 8 năm 2007, Jameson đã cấy bộ ngực của mình, giảm từ D xuống cốc C; cô cũng nói rằng cô đã hoàn thành việc xuất hiện trên máy ảnh trong các bộ phim khiêu dâm, mặc dù cô sẽ tiếp tục chạy ClubJenna, với thu nhập 30 triệu USD mỗi năm. Tháng 1 năm 2008, Jameson xác nhận cô đã nghỉ hưu từ các màn trình diễn khiêu dâm và kể từ đó cô nói rằng "thậm chí sẽ không làm một bìa ảnh cho Maxim".

## Đời sống riêng tư
Vào ngày 5 tháng 8 năm 2016, Jameson thông báo rằng cô và bạn trai người Israel, Lior Bitton, đang mong đợi đứa con đầu lòng của họ. Vào ngày 6 tháng 4 năm 2017, họ chào đón một cô con gái tên là Batel Lu.
Vào ngày 11 tháng 11 năm 2016, Jameson thông báo trên mạng xã hội Twitter của mình rằng cô đã hoàn thành việc chuyển đổi sang đạo Do thái giáo Chính thống với một sư phụ Haredi ở Upstate New York. Sau khi lớn lên là người Công giáo, vào tháng 6 năm 2015, Jameson đã thông báo rằng cô đang cải đạo sang đạo Do thái giáo để kết hôn với Bitton. Vào tháng 10, một loạt phim truyền hình thực tế của Israel Channel 2 đã được công bố, chương trình sẽ ghi lại tài liệu sự cải đạo sang Do Thái Giáo của Jameson.

## Tư tưởng chính trị
Sau khi xem các video bí mật về sản xuất gà, Jameson đã đồng ý làm một đoạn video ngắn cho hội bảo vệ động vật PETA Những người tranh đấu cho sự đối xử có đạo đức với động vật là một phần trong chiến dịch của nhóm chống lại cách đối xử tàn nhẫn của KFC với những con gà.
Jameson ủng hộ phe Dân chủ Hillary Clinton trong cuộc bầu cử tổng thống Hoa Kỳ năm 2008, nhưng đảng Cộng hòa Mitt Romney trong cuộc bầu cử tổng thống Hoa Kỳ năm 2012 cô nói rằng: "Tôi rất mong muốn một thành viên đảng Cộng hòa trở lại văn phòng. Khi bạn giàu có, bạn muốn có một nhân viên đảng Cộng hòa trong văn phòng." Vào cuối tháng 11 năm 2015, Jenna đã đăng nhiều bài tweets trên mạng xã hội để ủng hộ Donald Trump làm vị tổng thống kế tiếp của Hoa Kỳ nước Mỹ.

### Tiểu sử
- Jameson, Jenna; Strauss, Neil (2003). How to Make Love Like a Porn Star: A Cautionary Tale. New York: ReganBooks. ISBN 978-0-06-053909-2.
- Lim, Gerrie (2006). In Lust We Trust: Adventures in Adult Cinema. Lanham: Monsoon Books. ISBN 978-981-4358-12-5.